# Abbazia di Göttweig
L'abbazia di Göttweig  (Stift Göttweig) è un monastero benedettino situato in  Bassa Austria nel territorio comunale di Furth bei Göttweig, vicino a Krems an der Donau. Il monastero si trova a sud del corso del Danubio su una collina della catena collinare chiamata Dunkelsteinerwald, parte della Wachau.
Per la sua posizione dominante sul territorio circostante viene chiamata la Montecassino d'Austria.
Fa parte della Congregazione d'Austria dell'ordine di San Benedetto. Insieme all'Abbazia di Melk e al centro storico di Krems costituisce il sito "Paesaggio culturale della Wachau", incluso dal 2000 nel Patrimonio dell'umanità dell'UNESCO.

## Storia

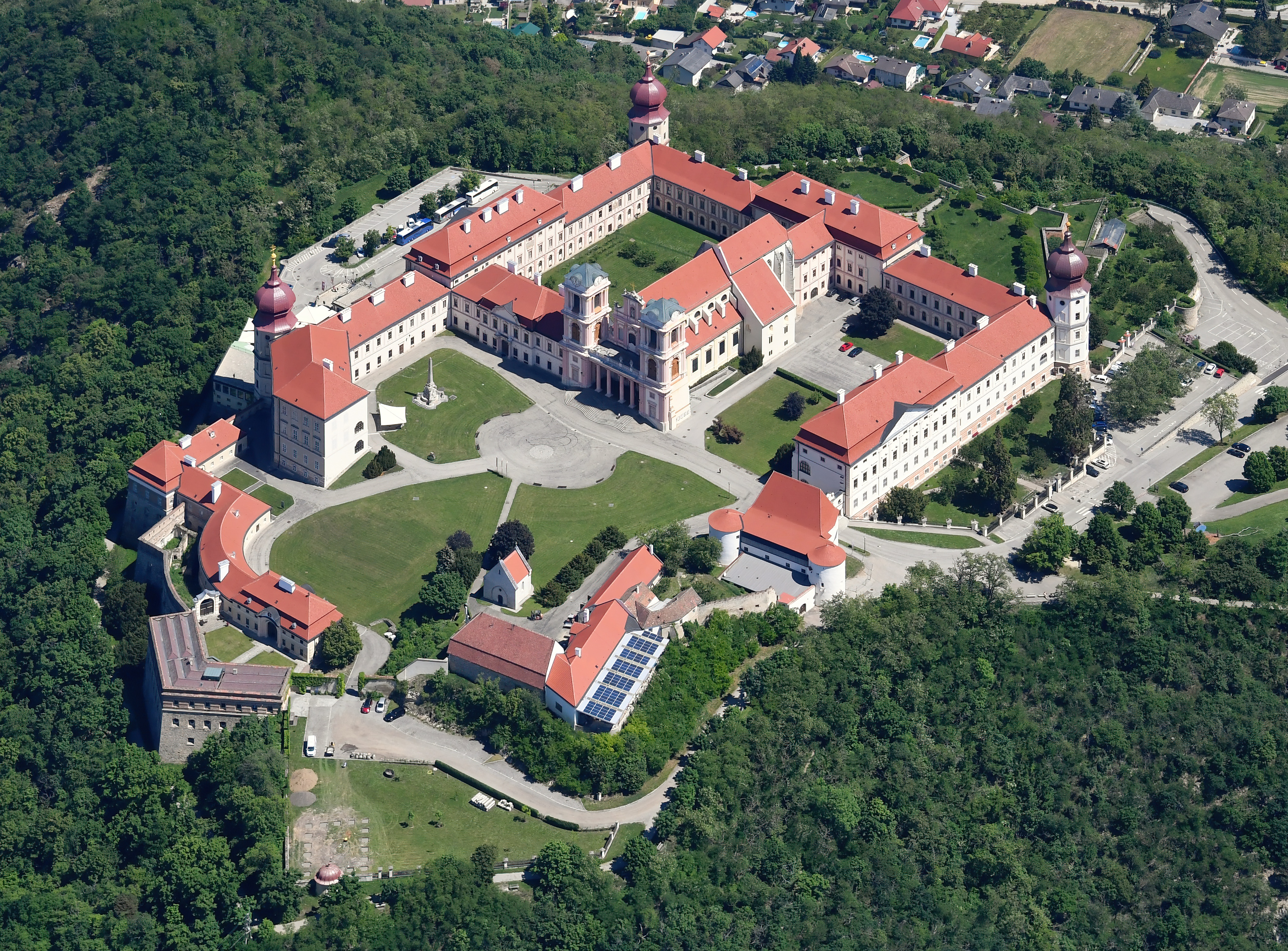
Abbazia di Göttweig

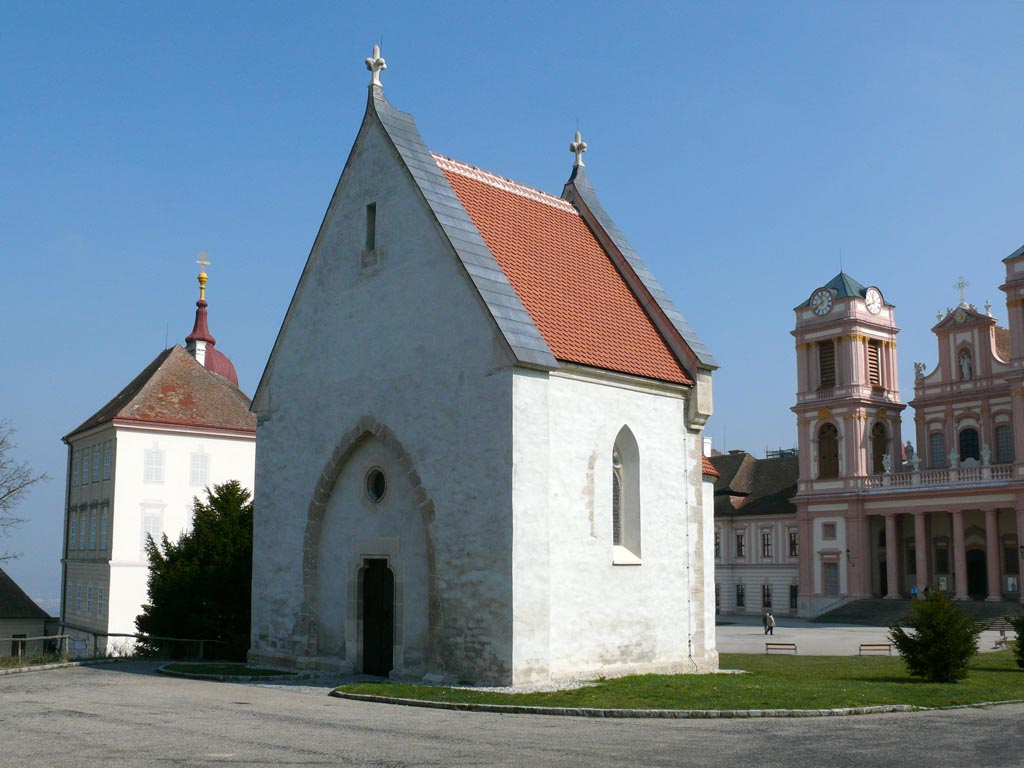
Cappella di Erentrudis

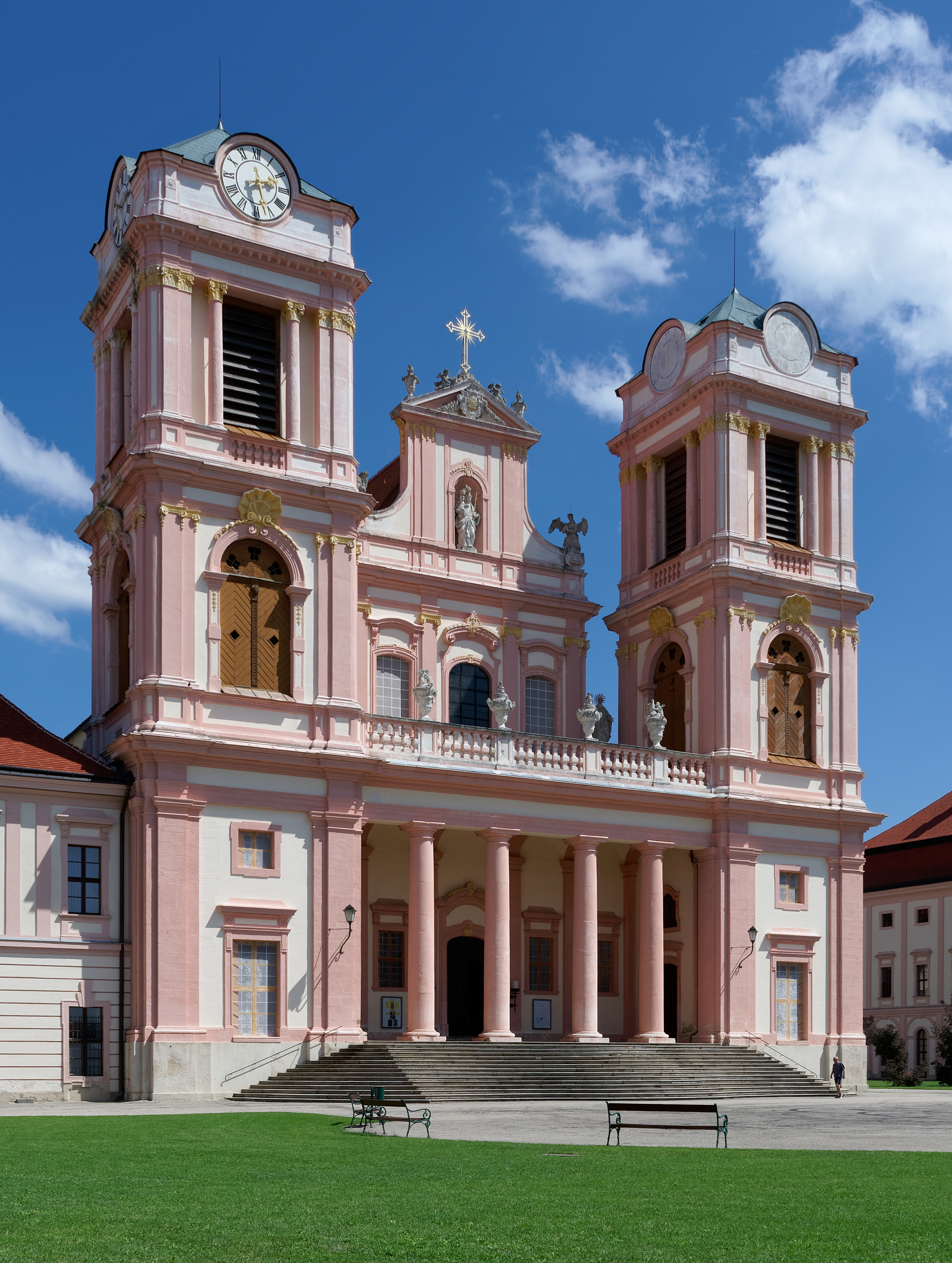
Chiesa abbaziale

Sulla collina su cui si trova il monastero, Altmann, dal 1065 vescovo di Passavia, fece erigere nel 1072 una chiesa intitolata a santa Erentrude. L'abbazia di Göttweig fu fondata intorno al 1083 come monastero doppio di Canonici regolari, per i primi undici anni dopo la fondazione seguì la regola di sant'Agostino. il monastero femminile si trovata in una valle poco più a sud. Il documento che attesta la fondazione dell'abbazia, custodito nel tesoro del monastero, è datato 9 settembre 1083 ma è stato redatto solo nel 1164.
Altmann di Passavia, durante la Lotta per le investiture fu uno dei più accaniti avversari di Enrico IV, scacciato da Passavia trascorse gran parte della sua vita nella parte orientale della sua diocesi e in particolare a Göttweig dove venne anche sepolto. Le sue reliquie si trovano nella cripta della chiesa del monastero. Dopo la sua morte venne introdotta la Regola benedettina. 
Il Priore Hartmann dell'Abbazia di San Biagio nella Foresta Nera divenne il primo abate. Egli condusse con sé dall'abbazia di San Biagio numerosi monaci, tra cui il beato Wirnto e San Bertoldo di Garsten, successivamente rispettivamente abati di Formbach e di Garsten. A quell'epoca risale la navata della chiesa dell'abbazia.
Nel 1250 il monastero femminile si trasferì all'interno dell'abbazia, continuò ad esistere sino al 1557.. In quegli anni Göttweig divenne progressivamente un luogo di sapere sempre più importante. Nei suoi pressi visse da monaca di clausura Ava, la prima poetessa di lingua tedesca del quale si conosca il nome (1127). 
Nel XII secolo iniziò a Göttweig l'annalistica medievale austriaca, tra i numerosi testi ancora oggi usati come fonti per la storiografia medievale vi è la "Vita Altmanni".
Nel 1401 l'abbazia venne esentata dalla giurisdizione episcopale e passò direttamente sotto la giurisdizione del Papa. Dal 1418 l'abbazia aderì alla riforma di Melk e venne rinnovata negli interni, a questo periodo risale la seconda fase di ampliamento, vennero costruite la cripta, il coro della chiesa e parte del transetto.
Nel XV secolo vi fu anche un aumento dei debiti, la riforma di Lutero e il pericolo di invasioni ottomane creavano un clima di incertezza ed un calo delle vocazioni, nel 1514 il convento contava solo 18 monaci e 15 suore. Grazie al rafforzamento delle misure difensive l'abbazia fu in grado di resistere all'assedio del 1529 da parte delle truppe ottomane. 
Durante il XV e XVI secolo l'importanza dell'abbazia declinò abbastanza rapidamente tanto che tra il 1556 ed il 1564 non ebbe un abate. Per porre termine a questa crisi una delegazione imperiale arrivò a Göttweig e venne eletto come abate Michael Herrlich, un monaco dell'abbazia di Melk. Il nuovo abate, che terminò il suo ufficio nel 1603, risistemò il monastero dal punto di vista spirituale e finanziario e lo ricostruì dopo che venne pressoché distrutto da un incendio nel 1580.
Molti abati si distinsero durante la Riforma protestante, tra essi George Falb (1612-1631) e David Corner (1631-1648), che si opposero con successo alla diffusione del protestantesimo nel distretto.

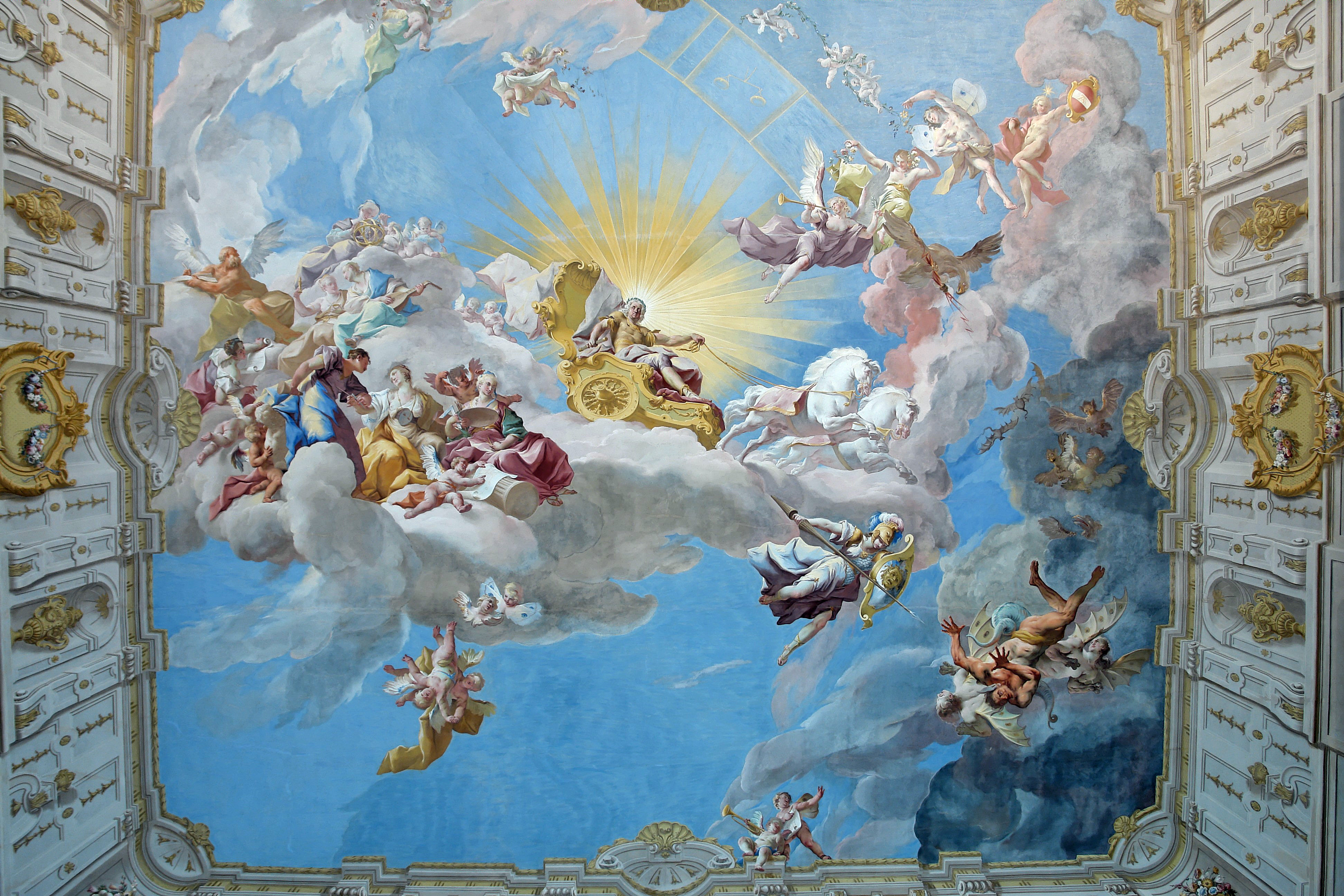
Scalone imperiale: Apoteosi di Carlo VI d'Asburgo (affresco di Paul Troger, 1739)

Nel 1718 il monastero bruciò e fu ricostruito in grande stile durante l'ufficio dell'abate Gottfried Bessel (1714-1749), grazie ai progetti dell'architetto Johann Lucas von Hildebrandt che si ispirò all'Escorial. L'affresco che decora lo scalone imperiale è considerato come uno dei massimi capolavori dell'architettura Barocca in Austria. Eseguito da Paul Troger nel 1739, rappresenta Carlo VI d'Asburgo come Apollo.

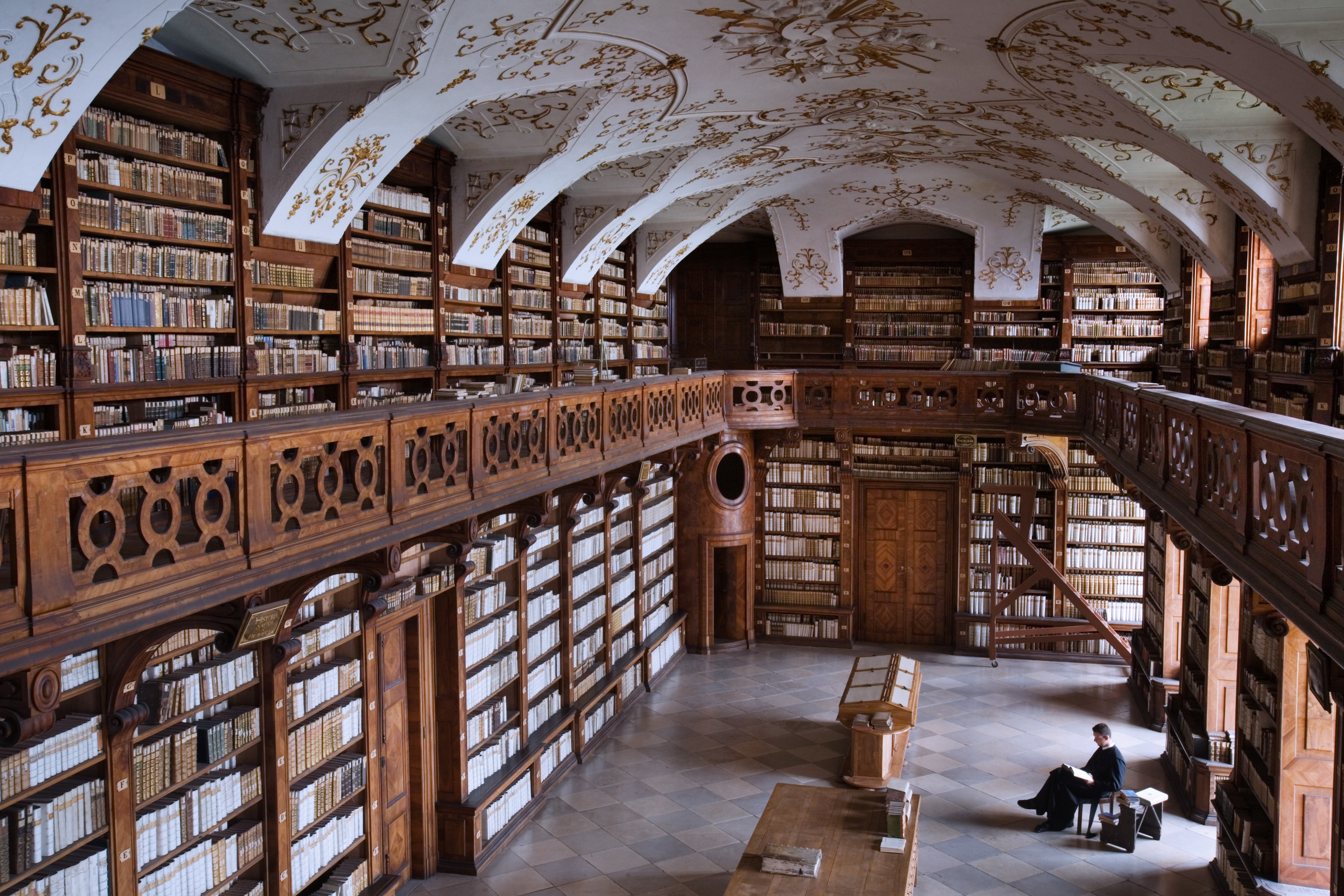
Biblioteca.

L'abbazia vanta una biblioteca con 130,000 tomi e manoscritti, in particolare un'importante collezione di incisioni religiose, accanto ad una notevole collezione di monete, antichità, manoscritti musicali e testi di storia naturale, tutti sopravvissuti ai danni causati dalla Seconda guerra mondiale.
Dal 1625 l'abbazia fa parte della Congregazione d'Austria, adesso parte della Confederazione Benedettina.

## Euro commemorativo
L'abbazia Göttweig è stata recentemente omaggiata in una serie speciale di euro da collezione l'11 ottobre del 2006 coniati dalla zecca austriaca. Vi si può osservare il profilo dell'abbazia tra gli alberi ed i vigneti.